# Campeonato da Europa de Atletismo de 2010 - 10000 m masculino
A prova dos 10000 metros masculino do Campeonato da Europa de Atletismo de 2010 foi disputada no dia 27 de julho de 2010 no Lluís Companys em Barcelona,  na Espanha. 

## Recordes
Antes desta competição, os recordes mundiais e do campeonato nesta prova eram os seguintes:
|                       | Nome             | Nacionalidade | Tempo     | Local    | Data                  |
| --------------------- | ---------------- | ------------- | --------- | -------- | --------------------- |
| Recorde mundial       | Kenenisa Bekele  | Etiópia       | 26m17s53  | Bruxelas | 26 de agosto de 2005  |
| Recorde do campeonato | Martti Vainio    | Finlândia     | 27m30s 99 | Praga    | 29 de agosto de 1978  |
| Recorde europeu       | Mohammed Mourhit | Bélgica       | 26m52s30  | Bruxelas | 3 de setembro de 1999 |

## Medalhistas
| Ouro           | Prata                | Bronze               |
| Mo Farah (GBR) | Chris Thompson (GBR) | Daniele Meucci (ITA) |

## Cronograma
Todos os horários são locais (UTC+2).
| Data        | Hora  | Evento |
| ----------- | ----- | ------ |
| 27 de julho | 21:05 | Final  |

## Resultados
| Posição           | Atleta               | Nacionalidade | Tempo    | Notas                |
| ----------------- | -------------------- | ------------- | -------- | -------------------- |
| Medalha de ouro   | Mo Farah             | Reino Unido   | 28:24.99 |                      |
| Medalha de prata  | Chris Thompson       | Reino Unido   | 28:27.33 |                      |
| Medalha de bronze | Daniele Meucci       | Itália        | 28:27.33 |                      |
| 4                 | Ayad Lamdassem       | Espanha       | 28:34.89 |                      |
| 5                 | Carles Castillejo    | Espanha       | 28:49.69 | Recorde da temporada |
| 6                 | Christian Belz       | Suíça         | 28:54.01 | Recorde da temporada |
| 7                 | Andrea Lalli         | Itália        | 29:05.20 |                      |
| 8                 | Youssef El Kalay     | Portugal      | 29:07.61 |                      |
| 9                 | Christian Glatting   | Alemanha      | 29:09.84 |                      |
| 10                | Abdellatif Meftah    | França        | 29:14.74 |                      |
| 11                | Marcin Chabowski     | Polónia       | 29:15.65 |                      |
| 12                | Jan Fitschen         | Alemanha      | 29:16.59 |                      |
| 13                | Jussi Utriainen      | Finlândia     | 29.16:87 |                      |
| 14                | Sondre Nordstad Moen | Noruega       | 29:19.63 |                      |
| 15                | Filmon Ghirmai       | Alemanha      | 29:28.31 |                      |
| 16                | Stsiapan Rahautou    | Bielorrússia  | 29:40.19 |                      |
| 17                | Matti Räsänen        | Finlândia     | 29:45.95 |                      |
| 18                | Pavel Shapovalov     | Rússia        | 29:50.02 |                      |
| 19                | José Rocha           | Portugal      | 29:50.41 |                      |
| 20                | Moges Tesseme        | Israel        | 29:50.78 |                      |
| 21                | Marius Ionescu       | Roménia       | 30:21.76 |                      |
| 22                | Kemal Koyuncu        | Turquia       | 30:28.83 |                      |
| -                 | Manuel Ángel Penas   | Espanha       | DNF      |                      |
| -                 | Monder Rizki         | Bélgica       | DNF      |                      |
| -                 | Michael Schmid       | Áustria       | DNF      |                      |
| -                 | Rui Pedro Silva      | Portugal      | DNF      |                      |

Legenda
| Recorde mundial       | Recorde mundial (World record)               |                       | Recorde africano                      | Recorde africano (African) |                                           | Q | Classificado por posição (Qualified) |
| Recorde do campeonato | Recorde do campeonato (Championship record)  | Recorde da América    | Recorde da América (Americas)         | q                          | Classificado por melhor tempo (Qualified) |   |                                      |
| Melhor marca do ano   | Melhor marca do ano (World leading)          | Recorde asiático      | Recorde asiático (Asian)              | DNS                        | Não largou (Did not start)                |   |                                      |
| Recorde nacional      | Recorde nacional (National record)           | Recorde europeu       | Recorde europeu (European)            | DNF                        | Não terminou (Did not finish)             |   |                                      |
| Recorde pessoal       | Recorde pessoal do atleta (Personal best)    | Recorde da Oceania    | Recorde da Oceania (Oceania)          | DSQ / DQ                   | Desclassificado (Disqualified)            |   |                                      |
| Recorde da temporada  | Recorde da temporada do atleta (Season best) | Recorde sul-americano | Recorde sul-americano (South America) | NM                         | Sem marca (No mark)                       |   |                                      |